# Polenz (Neustadt in Sachsen)

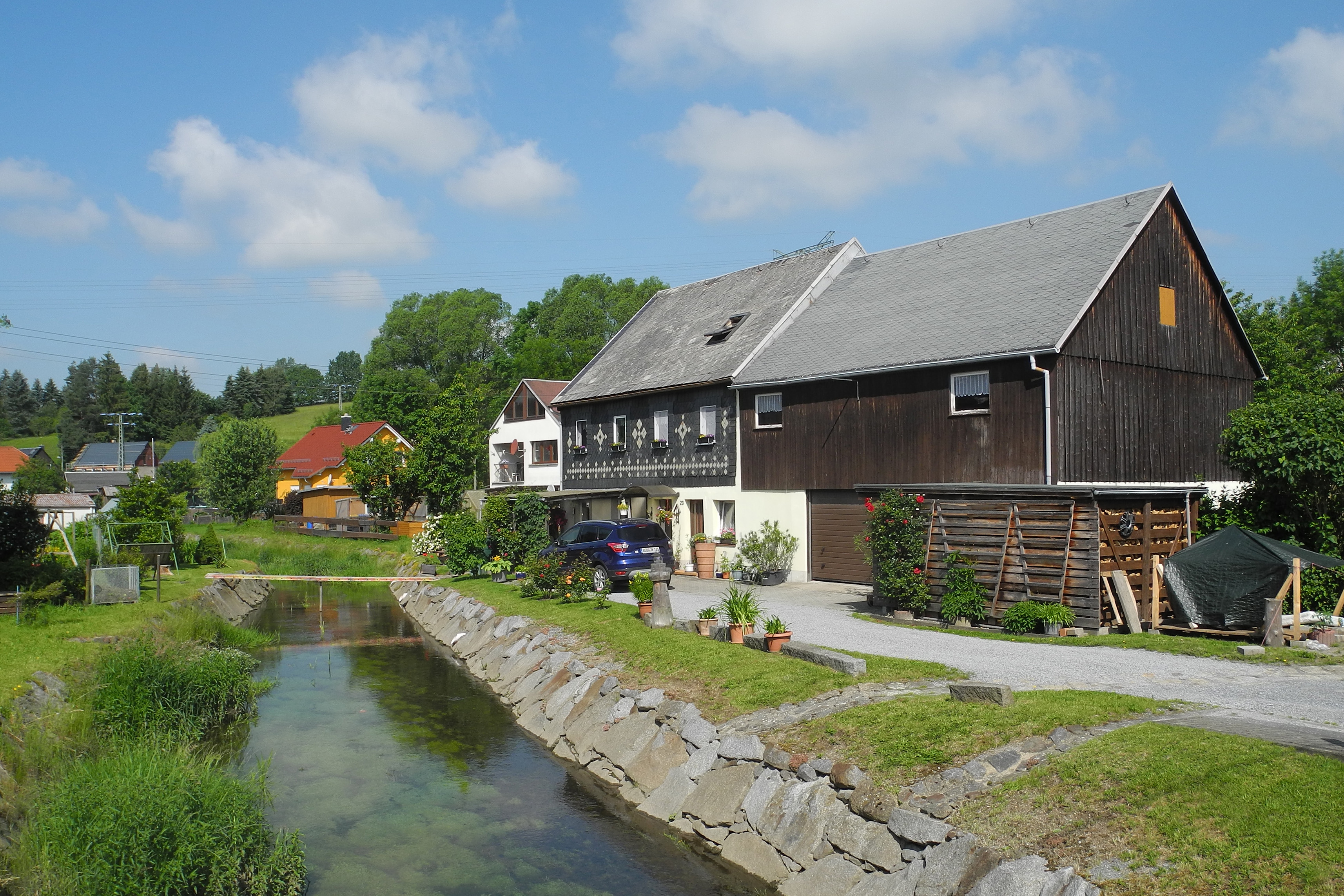
Im Zentrum des Ortes Polenz, am Mühlgraben

Polenz ist ein Ortsteil von Neustadt in Sachsen im Landkreis Sächsische Schweiz-Osterzgebirge.

## Geographie
Polenz, bis 1994 ein selbständiges Dorf, liegt westlich des Zentrums der Stadt Neustadt in Sachsen.
Das Waldhufendorf liegt in einem flachen Tal am Oberlauf der Polenz.
An die Gemarkung Polenz grenzen die Stadt Neustadt in Sa. im Osten sowie die Neustädter Ortsteile Krumhermsdorf im Süden, Rückersdorf im Norden, Berthelsdorf im Nordosten sowie Langenwolmsdorf, ein Ortsteil der Stadt Stolpen, im Westen und Cunnersdorf, ein Ortsteil der Stadt Hohnstein, im Südwesten.
Die wichtigsten Berge der Umgebung sind
- Karrenberg (391 m) im Norden
- Hohes Birkigt (425 m) im Südwesten
- Richters Berg (450 m) im Süden
- Köhlers Berg (392 m) im Süden

## Geschichte
Der Ort Polenz wurde im Jahr 1262 als Poliza erstmals erwähnt.
Der Name Poliza stammt aus dem Slawischen und bedeutet so viel wie Feldbach.
Die Gemeinde gehörte ab 1547 zum Amt Hohnstein bzw. ab 1856 zum Gerichtsamt Neustadt.
Die kreisliche Einbindung wechselte mehrfach:
- 1875: Amtshauptmannschaft Pirna
- 1939: Landkreis Pirna
- 1952: Landkreis Sebnitz
- 1994: Landkreis Sächsische Schweiz
- seit 2008: Landkreis Sächsische Schweiz-Osterzgebirge

Die Eingliederung als Gemeindeteil nach Neustadt in Sa. erfolgte zum 1. Januar 1994.
Der Ortsteil Polenz feierte im Juli 2012 sein 750-jähriges Bestehen.

### Rittergut Polenz

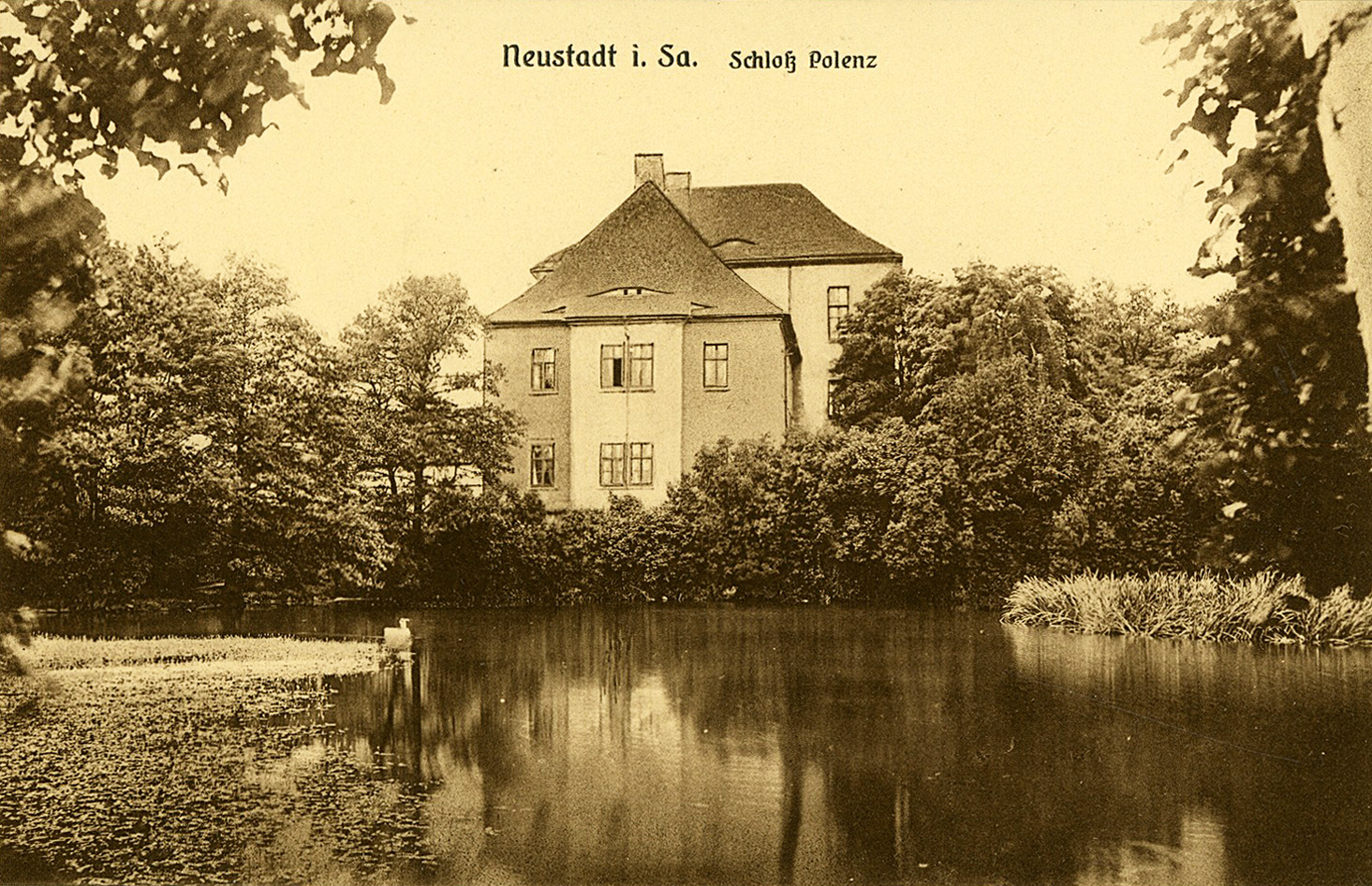
Schloss Polenz, um 1950 abgerissen

Im Jahr 1451 existierte zunächst ein Hof und Vorwerk, ab 1547 das Rittergut Polenz.
Besitzer des Ritterguts und der Grundherrschaft waren u. a. Heinrich von Hermsdorf auf Polenz († 1581), die Herrn von Ponickau, ab 1658 die Herrn von Reibold, u. a. Philipp Ferdinand von Reibold (1660–1712), und in den 1880er Jahren Wilhelm Julius Heino Trinks.
Nach den Bränden von 1633 und 1805 wurde das Schloss neu errichtet, ein Umbau des Schlosses erfolgte 1886/87 durch den Rittergutsbesitzer Wilhelm Julius Heino Trinks.
Im Jahr 1945 wurde das Rittergut enteignet und im Rahmen der Bodenreform an Neubauern aufgeteilt.
Das Schloss (Herrenhaus) des ehemaligen Ritterguts wurde 1950/51 abgerissen.
Die Reste des Gesindehauses werden vom Verein „750 Jahre Polenz e. V.“ (gegründet 2009) genutzt.
Der Schlossteich an der Wilhelm-Kaulisch-Straße gehörte ursprünglich zum ehemaligen Gutspark.

### Weitere Bauten in Polenz
Siehe auch: Liste der Kulturdenkmale in Polenz (Neustadt in Sachsen)
Im Ort gibt es zahlreiche denkmalgeschützte Umgebindehäuser.
Ursprünglich existierten drei Mühlen: die Obermühle (1859), die Mittelmühle und die Niedermühle (seit 1550, um 2000 abgerissen).
Das Waldbad befindet sich in der Oberen Siedlung, am Flämmigtweg 3, südlich des Ortes.

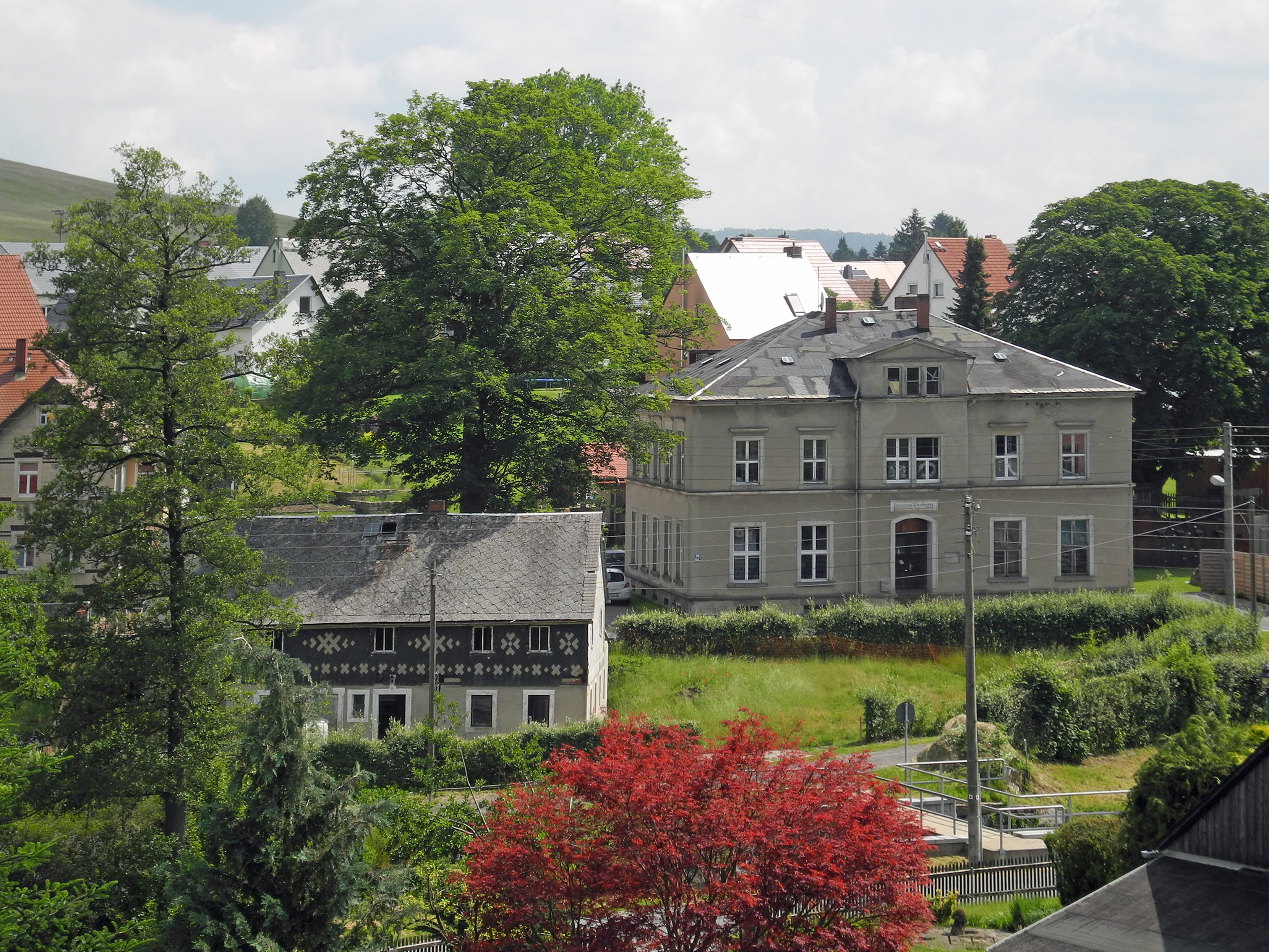
Blick zur Polenztalstraße mit der Alten Schule
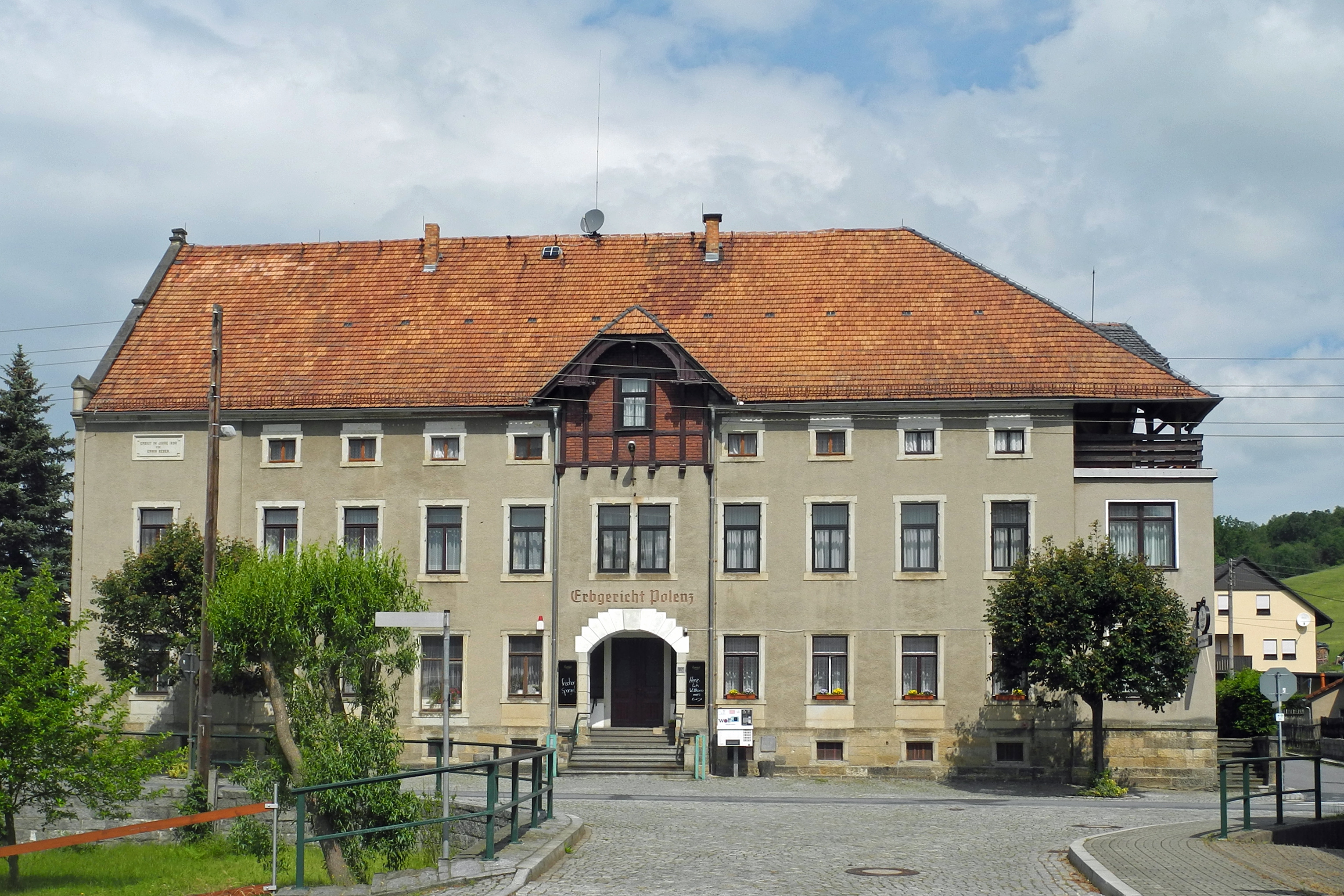
Gasthof Erbgericht Polenz
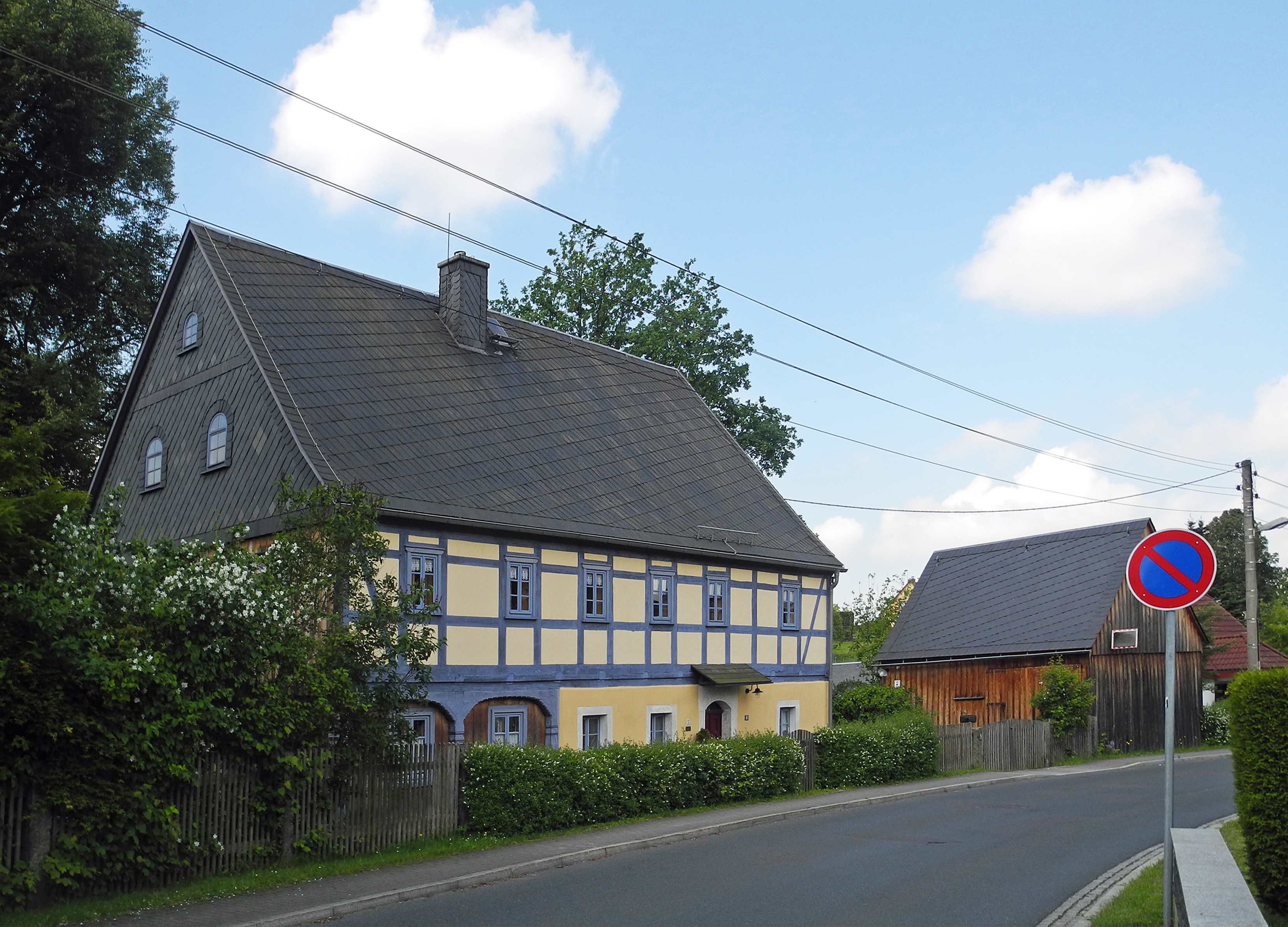
Umgebindehaus Polenztalstraße 81
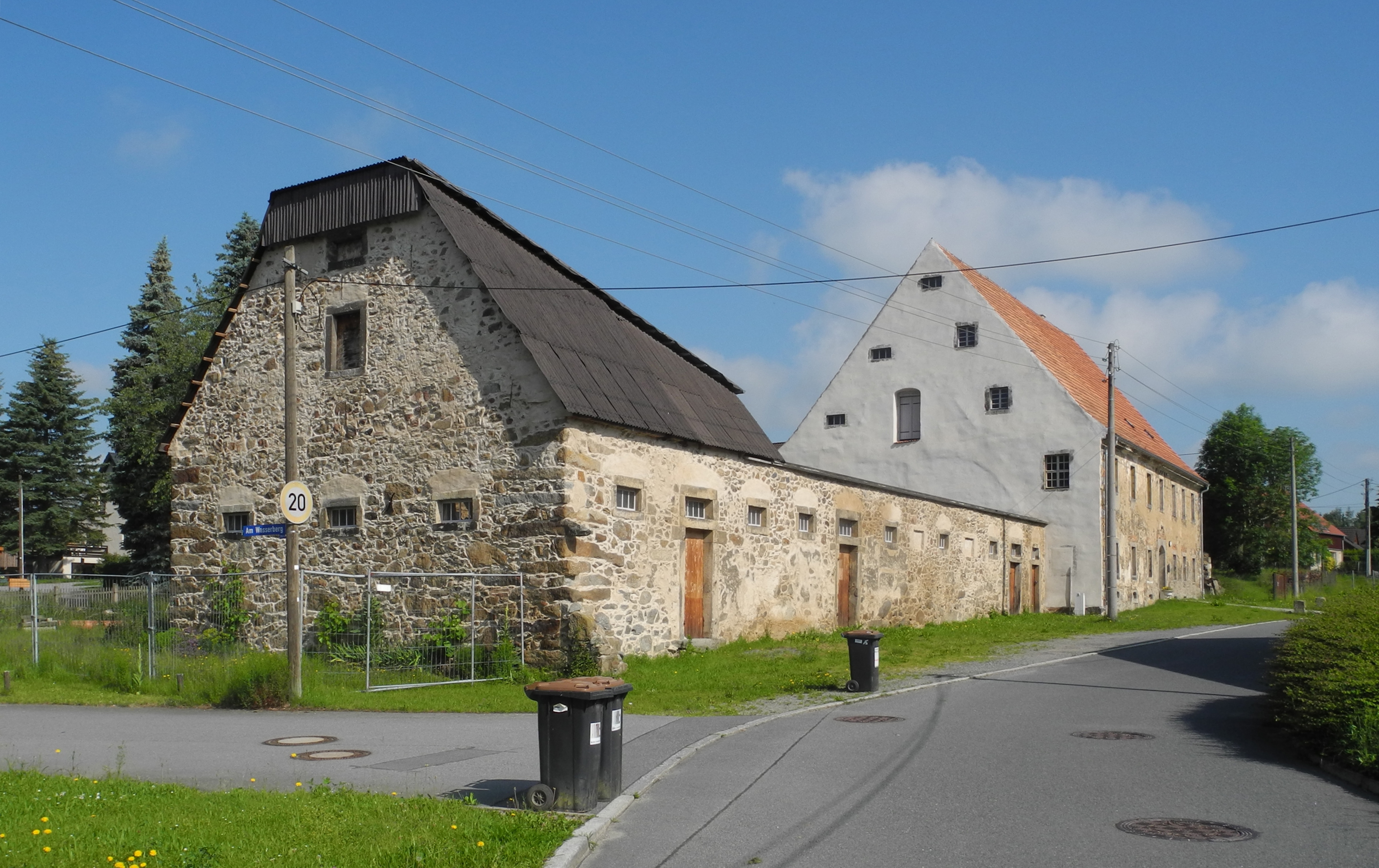
Reste des Ritterguts Polenz
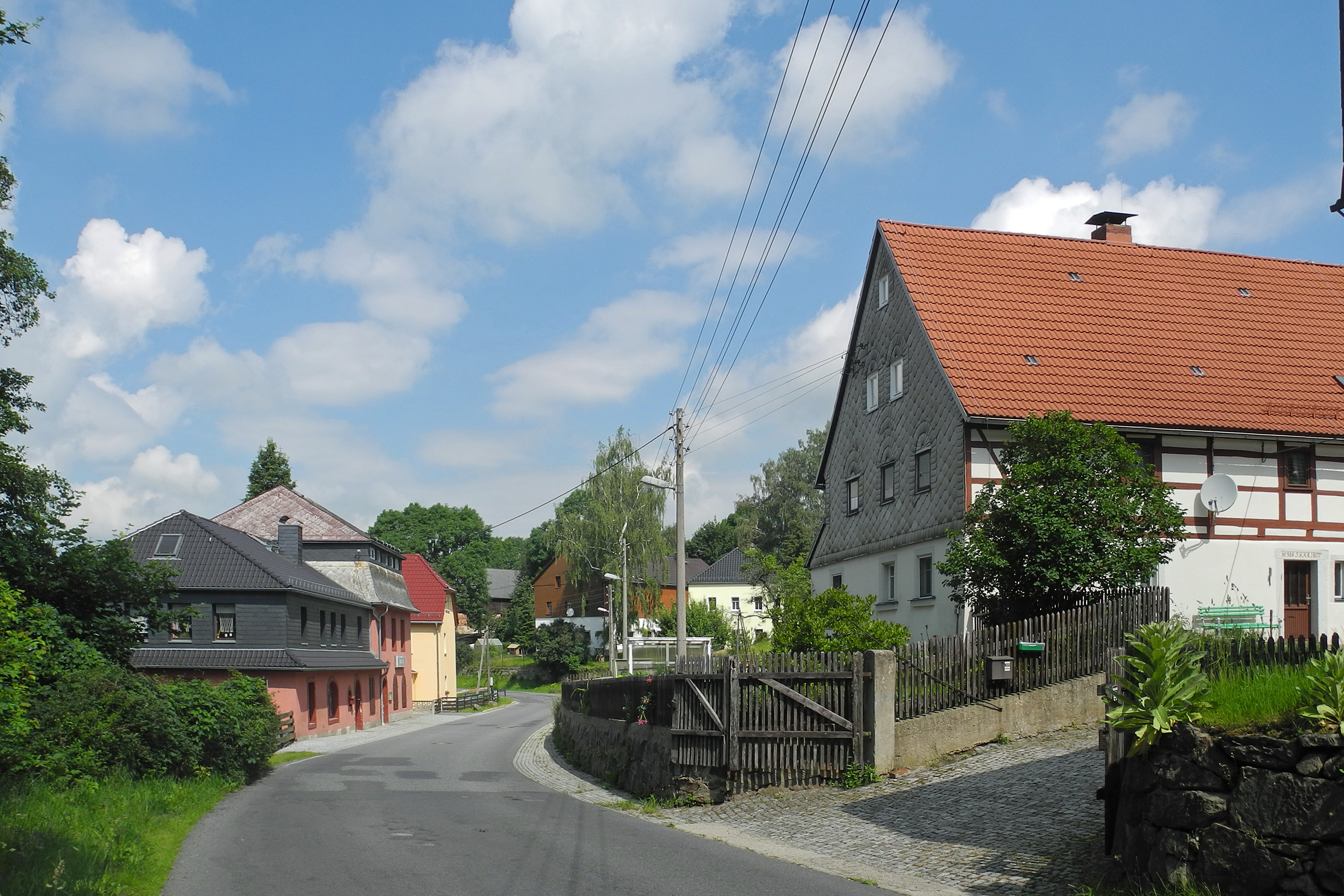
Polenztalstraße mit ehemaliger Mittelmühle
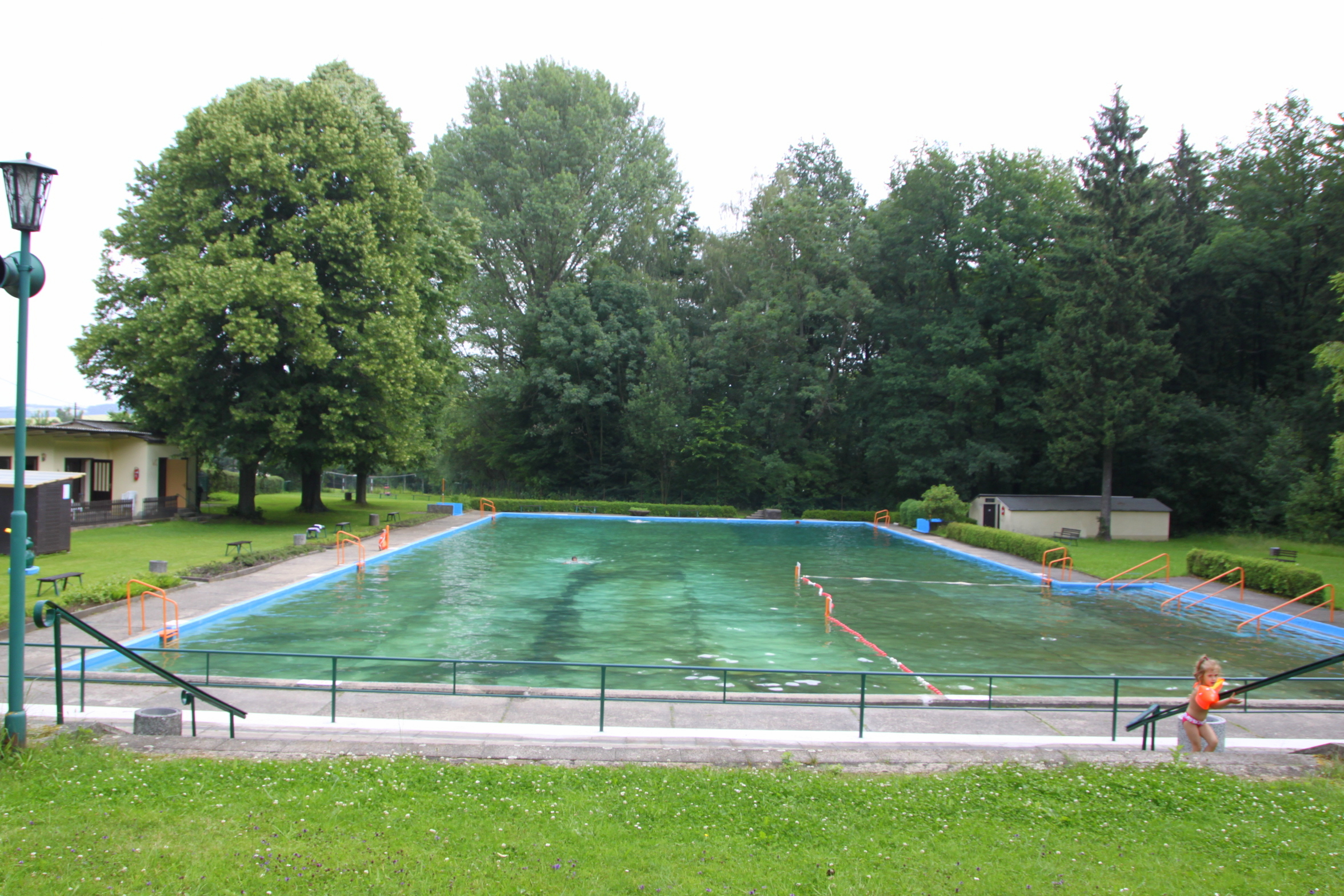
Waldbad Polenz

### Polenztal
Das Landschaftsschutzgebiet Polenztal beginnt westlich des Ortes. Das Tal ist bekannt für die Märzenbecherwiesen im Polenztal, eines der größten natürlichen Vorkommen wildwachsender Märzenbecher in Deutschland.

## Verkehr
Die Ortslage selbst wird vorwiegend durch die Polenztalstraße (Kreisstraße K8726) erschlossen, die südlich der Staatsstraße S159 (Radeberg-Langburkersdorf) verläuft.
Die Bahnstrecke Neustadt–Dürrröhrsdorf und die Bahnstrecke Bautzen–Bad Schandau führt durch das Gemeindegebiet, obwohl der Ort selbst keinen Bahnhof besitzt. Die nächsten Bahnhöfe befinden sich in Langenwolmsdorf und Neustadt in Sachsen.

## Söhne und Töchter des Ortes
- Friedrich Wilhelm May (1820–1905), Landwirt und Gutsbesitzer in Polenz, liberaler Politiker und Mitglied im Sächsischen Landtag